# Bo Caldwell
Bo Caldwell (ur. w Oklahoma City w 1955) – amerykańska pisarka.
Caldwell jest autorką dwóch nagrodzonych powieści: The Distant Land of My Father z 2002 oraz City of Tranquil Light z 2011. Utwory pisarki publikowane były na łamach: "Ploughshares", "Story", "Epoch". Autorka mieszka z mężem, pisarzem Ronem Hansenem w Kalifornii. Ma dwoje dzieci.